# Juanmi García
Juan Miguel García Inglés (Cartagena, España; 9 de marzo de 1971) es un exfutbolista español. Jugaba en la demarcación de portero.

## Selección nacional
Fue internacional con la Selección de fútbol de España en una ocasión, el 26 de enero de 2000 en el Estadio Cartagonova de Cartagena sustituyendo a Molina en un encuentro amistoso ante la Selección de fútbol de Polonia, cuyo resultado fue de tres a cero.

## Clubes
| Club                   | País   | Año         |
| ---------------------- | ------ | ----------- |
| Cartagena              | España | 1987 - 1988 |
| Real Madrid Castilla   | España | 1990 - 1992 |
| Real Madrid            | España | 1992 - 1993 |
| Real Zaragoza          | España | 1993 - 2002 |
| Deportivo de La Coruña | España | 2002 - 2003 |
| Real Murcia            | España | 2003-2007   |
| Gimnàstic de Tarragona | España | 2007 - 2008 |

## Palmarés
- 1 Recopa de Europa: 1994–95
- 3  Copas del Rey: 1992–93, 1993–94, 2000–01
- 1 Supercopa de España de Fútbol: 2002